# Zvekovica
Zvekovica je naselje u Dubrovačko-neretvanskoj županiji, smješteno u općini Konavle.

## Zemljopisni položaj
Zvekovica se nalazi tik uz jadransku turističku cestu, 17 km jugoistočno od Dubrovnika, a 2 km sjeverno od Cavtata, na raskrižju Jadranske turističke ceste i lokalne ceste koja vodi od Cavtata u konavoska brda prema gornjim selima.

## Povijest
Tijekom Domovinskog rata Zvekovica je bila važno uporište malobrojnih hrvatskih branitelja. Nakon pada uporišta, Zvekovicu je okupirala JNA i četničke postrojbe te su mjesto u potpunosti bili uništili, opljačkali i spalili. Nakon rata mjesto je u cijelosti obnovljeno.

## Gospodarstvo
Gospodarstvo se na Zvekovici zasniva na turizmu, ali je mjesto gospodarski nerazvijeno jer je jedina tvornica (tvornica elektroničkih proizvoda - TEP) u mjestu tijekom rata potpuno uništena.

## Stanovništvo
Na Zvekovici, prema popisu stanovnika iz 2011. godine, živi 570 stanovnika uglavnom Hrvata katoličke vjeroispovjesti.
| broj stanovnika | 174   | 182   | 168   | 170   | 193   | 189   | 178   | 182   | 198   | 196   | 247   | 318   | 293   | 519   | 400   | 570   | 710   |
|                 | 1857. | 1869. | 1880. | 1890. | 1900. | 1910. | 1921. | 1931. | 1948. | 1953. | 1961. | 1971. | 1981. | 1991. | 2001. | 2011. | 2021. |

## Poznate osobe
- Mate Šarlija Daidža, hrvatski general
- Ante Delija, MMA borac